# Jean-Luc Pailler
Pour les articles homonymes, voir Pailler.
Jean-Luc Pailler, né le 2 mars 1954 aux Champs-Géraux (Côtes d'Armor), est un pilote automobile français spécialisé dans le rallycross. Il est de loin le plus titré en France avec onze titres nationaux et un titre européen. 
Il participe aussi au Trophée Andros au sein de sa propre équipe Pailler Compétition, au volant d'une BMW Série 1 (il a été vainqueur de la Ronde de Serre Chevalier dès 1984, six ans avant la création du Trophée sur Citroën 2 CV).

## Palmarès
- Championnat de France de 2 CV cross
  - Champion de France 1983 et 1984
  - Vice-champion de France 1985

- Championnat d'Europe de rallycross
  - Champion de Division 2 en 1993 sur Citroën BX turbo 4x4
  - Vice-champion d'Europe D1 en 2000 (devant Per Eklund, alors que son compatriote Eddy Bénézet obtient également le seul autre titre français européen, encore en D2)
  - 3e du championnat d'Europe en 1994, 1995 et 1996 (en D2), puis 2003 (en D1)[1]

- Championnat de France de rallycross
  - Onze titres de champion
  - 1991, 1992 et 1993 sur Citroën BX Turbo 4x4
  - 1994, 1995, 1996, 1998 et 1999 sur Citroën Xantia Turbo 4x4
  - 2001 et 2002 sur Peugeot 206 WRC
  - 2007 sur Peugeot 207 WRC

- Champion 24h du Mans catégorie poids lourds